# Ausztrália a 2010. évi nyári ifjúsági olimpiai játékokon
Ausztrália a Szingapúrban megrendezett 2010. évi nyári ifjúsági olimpiai játékok egyik részt vevő nemzete volt. Sportolói 20 sportágban vettek részt: asztalitenisz, atlétika, birkózás, evezés, gyeplabda, íjászat, kajak-kenu, kerékpározás, kézilabda, kosárlabda, lovaglás, műugrás, ökölvívás, öttusa, sportlövészet, súlyemelés, tollaslabda, torna, triatlon, úszás, vitorlázás. Versenyzői 8 arany, 13 ezüst és 8 bronzérmet nyertek.

## Érmesek
- Az alábbi táblázatban dőlt betűvel vannak feltüntetve azok az érmesek, akik nemzetek vegyes csapatának tagjaként szerezték az adott érmet.

| Érem  | Versenyző | Sportág    | Versenyszám                     | Dátum         |
| ----- | --- | ---------- | ------------------------------- | ------------- |
| Arany | Nicholas Schafer | Úszás      | Fiú, 100 m mell                 | augusztus 16. |
| Arany | Madison Wilson Emily Selig Zoe Johnson Emma McKeon | Úszás      | Lány, 4x100 m vegyes váltó      | augusztus 16. |
| Arany | Max Ackermann Nicholas Schafer Kenneth To Justin James | Úszás      | Fiú, 4x100 m vegyes váltó       | augusztus 18. |
| Arany | Emily Selig | Úszás      | Lány, 200 m mell                | augusztus 20. |
| Arany | Nicholas Hough | Atlétika   | Fiú, 110 m gát                  | augusztus 21. |
| Arany | Damien Hooper | Ökölvívás  | Fiú, 75 kg                      | augusztus 25. |
| Arany | Jessica Fox | Kajak-kenu | Lány, vadvízi, kajak egyes (K1) | augusztus 25. |
| Arany | Rory Middleton Luke Noblett Flynn Ogilvie Jay Randhawa Byron Walton Jordan Willott Oscar Wookey Dylan Wotherspoon Daniel Beale Robert Bell Andrew Butturini Ryan Edge Jake Farrell Casey Hammond Jeremy Hayward Daniel Mathiesen | Gyeplabda  | Fiú                             | augusztus 25. |
| Ezüst | Ellie Salthouse | Triatlon   | Lány                            | augusztus 15. |
| Ezüst | Kenneth To Emma McKeon Madison Wilson Justin James | Úszás      | Lány, 4x100 m gyors váltó       | augusztus 15. |
| Ezüst | Kenneth To | Úszás      | Fiú, 200 m vegyes               | augusztus 16. |
| Ezüst | Emma McKeon | Úszás      | Lány, 100 m gyors               | augusztus 17. |
| Ezüst | Emma Basher Olympia Aldersey | Evezés     | Lány, kétpárevezős              | augusztus 18. |
| Ezüst | Kenneth To | Úszás      | Fiú, 50 m gyors                 | augusztus 18. |
| Ezüst | Emily Selig | Úszás      | Lány, 100 m mell                | augusztus 18. |
| Ezüst | Ellie Salthouse Michael Gosman | Triatlon   | Vegyes váltó                    | augusztus 19. |
| Ezüst | Nicholas Schafer | Úszás      | Fiú, 50 m mell                  | augusztus 20. |
| Ezüst | Thomas McDermott | Lovaglás   | Vegyes csapat, díjugratás       | augusztus 20. |
| Ezüst | Michelle Jenneke | Atlétika   | Lány, 100 m gát                 | augusztus 21. |
| Ezüst | Brandon Starc | Atlétika   | Fiú, magasugrás                 | augusztus 21. |
| Ezüst | Elizabeth Parnov | Atlétika   | Lány, rúdugrás                  | augusztus 21. |
| Ezüst | Olivia Bontempelli Hannah Kaser Mikhaela Donnelly Rosie Fadljevic | Kosárlabda | Lány                            | augusztus 23. |
| Ezüst | Brett Mather | Ökölvívás  | Fiú, 60 kg                      | augusztus 25. |
| Bronz | Matthew Cochran David Watts | Evezés     | Fiú, kétpárevezős               | augusztus 18. |
| Bronz | Nicholas Schafer | Úszás      | Fiú, 200 m mell                 | augusztus 18. |
| Bronz | Max Ackermann | Úszás      | Fiú, 50 m hát                   | augusztus 18. |
| Bronz | Emma McKeon | Úszás      | Lány, 200 m gyors               | augusztus 18. |
| Bronz | Emma McKeon | Úszás      | Lány, 50 m gyors                | augusztus 20. |
| Bronz | Kenneth To | Úszás      | Fiú, 100 m gyors                | augusztus 20. |
| Bronz | Max Ackermann Emily Selig Kenneth To Emma McKeon | Úszás      | Vegyes, 4x100 m vegyes váltó    | augusztus 20. |
| Bronz | Angela Donald | Torna      | Lány, gerenda                   | augusztus 22. |
| Bronz | Nicholas Hough Raheen Williams | Atlétika   | Vegyes váltó                    | augusztus 23. |

## Asztalitenisz
Lány
| Versenyző | Versenyszám | 1. forduló | 1. forduló | 2. forduló | 2. forduló | Negyeddöntő       | Elődöntő          | Bronzmérkőzés     | Döntő             | Helyezés |
| Versenyző | Versenyszám | Csoportmérkőzések | Hely.      | Csoportmérkőzések | Hely.      | Negyeddöntő       | Elődöntő          | Bronzmérkőzés     | Döntő             | Helyezés |
| Versenyző | Versenyszám | Ellenfél Eredmény | Hely.      | Ellenfél Eredmény | Hely.      | Ellenfél Eredmény | Ellenfél Eredmény | Ellenfél Eredmény | Ellenfél Eredmény | Helyezés |
| --------- | ----------- | --- | ---------- | --- | ---------- | ----------------- | ----------------- | ----------------- | ----------------- | -------- |
| Lily Phan | Egyes       | Dina Meshreef (EGY) · 6-11, 7-11, 6-11 Alex Galic (SLO) · 18-20, 11-13, 9-11 Mateja Jeger (CRO) · 4-11, 11-5, 5-11, 10-12 | 4. qB      | Katsiaryna Baravok (BLR) · 7-11, 11-8, 4-11, 4-11 Adielle Rosheuvel (GUY) · 11-5, 11-5, 11-6 Celine Pang (FRA) · 7-11, 10-12, 10-12 | 3.         | kiesett           | kiesett           | kiesett           | kiesett           | 25.      |

Vegyes
| Versenyző                                         | Versenyszám  | 1. forduló | 1. forduló | 2. forduló                                                         | Negyeddöntő       | Elődöntő          | Bronzmérkőzés     | Döntő             | Helyezés |
| Versenyző                                         | Versenyszám  | Csoportmérkőzések | Hely.      | 2. forduló                                                         | Negyeddöntő       | Elődöntő          | Bronzmérkőzés     | Döntő             | Helyezés |
| Versenyző                                         | Versenyszám  | Ellenfél Eredmény | Hely.      | Ellenfél Eredmény                                                  | Ellenfél Eredmény | Ellenfél Eredmény | Ellenfél Eredmény | Ellenfél Eredmény | Helyezés |
| ------------------------------------------------- | ------------ | --- | ---------- | ------------------------------------------------------------------ | ----------------- | ----------------- | ----------------- | ----------------- | -------- |
| Nemzetközi 3 · Lily Phan (AUS) · Luis Mejia (ESA) | Vegyes páros | Európa 2 · Maria Xiao (POR) · Emilien Vanrossomme (BEL) · 0-3, 0-3, 0-3 Európa 6 · Aelx Galic (SLO) · Stefan Leitgeb (AUT) · 0-3, 1-3, 0-3 Franciaország · Celine Pang (FRA) · Simon Gauzy (FRA) · 0-3, 0-3, 0-3 | 4. qB      | Európa 3 · Alice Loveridge (GBR) · Leonardo Mutti (ITA) · 2-3, 0-3 | kiesett           | kiesett           | kiesett           | kiesett           | 25.      |

## Atlétika
Fiú
| Luke Greco                                                                             | 400 m               | 50.82   | 16. qC | 50.76    | 17. |
| Rick Whitehead                                                                         | 1000 m              | 2:27.81 | 13. qB | 2:27.20  | 13. |
| Nicholas Hough                                                                         | 110 m gát           | 13.50   | 1. Q   | 13.37    |     |
| Raheen Williams                                                                        | 400 m gát           | 53.11   | 7. Q   | 52.86    | 6.  |
| Grant Gwynne                                                                           | 2000 m akadályfutás | 6:16.83 | 11. qB | 6:18.41  | 12. |
| Blake Steele                                                                           | 10 km gyaloglás     |         |        | 48:00.85 | 11. |
| Lepani Naivalu (FIJ) · John Rivan (PNG) · Nicholas Hough (AUS) · Raheen Williams (AUS) | Fiú, váltó          |         |        | 1:52.71  |     |
| Damien Birkinhead                                                                      | Súlylökés           | 20.89   | 3. Q   | 20.55    | 4.  |
| Elliott Lang                                                                           | Gerelyhajítás       | 68.83   | 9. qB  | 65.91    | 13. |
| Kurt Jenner                                                                            | Távolugrás          | 7.10    | 9. qB  | 7.08     | 10. |
| Brandon Starc                                                                          | Magasugrás          | 2.10    | 1. Q   | 2.19     |     |
| Brodie Cross                                                                           | Rúdugrás            | 4.45    | 12. qB | 4.50     | 11. |

Lány
| Monica Brennan                                                                                    | 200 m       | 24.69   | 8. Q   | 24.83   | 8.  |
| Jenny Blundell                                                                                    | 1000 m      | 2:46.58 | 5. Q   | 2:46.82 | 5.  |
| Michelle Jenneke                                                                                  | 100 m gát   | 13.65   | 3. Q   | 13.46   |     |
| Michelle Jenneke (AUS) · Monica Brennan (AUS) · Hazel Bowering-Scott (NZL) · Jenny Blundell (AUS) | Lány, váltó |         |        | 2:13.96 | 4.  |
| Prabhjot Rai                                                                                      | Súlylökés   | 13.56   | 10. qB | 13.30   | 12. |
| Demii Maher-Smith                                                                                 | Távolugrás  | 5.67    | 11. qB | 5.62    | 11. |
| Elizabeth Parnov                                                                                  | Rúdugrás    | 3.90    | 5. Q   | 4.25    |     |

## Birkózás
Fiú
Szabadfogás
| Versenyző       | Versenyszám | Csoportkör | Hely. | Bronzmérkőzés                                     | Döntő             | Helyezés |
| Versenyző       | Versenyszám | Ellenfél Eredmény                                                                                                  | Hely. | Ellenfél Eredmény                                 | Ellenfél Eredmény | Helyezés |
| --------------- | ----------- | --- | ----- | ------------------------------------------------- | ----------------- | -------- |
| Jayden Lawrence | 54 kg       | Yerson Herandez (COL) · 0-3 1-3 Kester Chun Yue Leung (SIN) · 6-0, 6-0 Technikai tus Kanan Guluyev (AZE) · 1-7 Tus | 3.    | 5. helyért · Jeffry Serrata (DOM) · 6-0, 0-8, 6-3 |                   | 5.       |
| Haris Fazlic    | 63 kg       | Azamatbi Pshnatlov (RUS) · 0-3 Tus Irakli Mosidze (GEO) · 0-7, 0-9 Technikai tus Johnny Pilay (ECU) · 0-1 , 0-6    | 4.    | 7. helyért · Amadeus Pereira (GBS) · 2-5, 3-6     |                   | 8.       |

Lány
Szabadfogás
| Versenyző       | Versenyszám | Csoportkör                                                                                      | Hely. | Bronzmérkőzés                                 | Döntő             | Helyezés |
| Versenyző       | Versenyszám | Ellenfél Eredmény                                                                               | Hely. | Ellenfél Eredmény                             | Ellenfél Eredmény | Helyezés |
| --------------- | ----------- | ----------------------------------------------------------------------------------------------- | ----- | --------------------------------------------- | ----------------- | -------- |
| Carissa Holland | 46 kg       | Laura Mertens (GER) · 0-4 0-3 Ikram Gannouni (TUN) · 0-3, 5-3 Tus Iulia Leorda (MDA) · 0-6, 0-4 | 3.    | 5. helyért · Oriannys Segura (VEN) · 0-4, 0-5 |                   | 6.       |

## Evezés
Fiú
| Versenyző                   | Versenyszám  | Előfutam | Előfutam | Középdöntő/Vigaszág | Középdöntő/Vigaszág | Elődöntő | Elődöntő | Elődöntő | Döntő | Döntő   | Döntő | Helyezés |
| Versenyző                   | Versenyszám  | Idő      | Hely.    | Idő                 | Hely.               | Típus    | Idő      | Hely.    | Típus | Idő     | Hely. | Helyezés |
| --------------------------- | ------------ | -------- | -------- | ------------------- | ------------------- | -------- | -------- | -------- | ----- | ------- | ----- | -------- |
| Matthew Cochran David Watts | Kétpárevezős | 3:10.92  | 1.       |                     |                     | A/B      | 3:17.50  | 1.       | A     | 3:07.52 | 1.    |          |

Lány
| Versenyző                    | Versenyszám  | Előfutam | Előfutam | Középdöntő/Vigaszág | Középdöntő/Vigaszág | Elődöntő | Elődöntő | Elődöntő | Döntő | Döntő   | Döntő | Helyezés |
| Versenyző                    | Versenyszám  | Idő      | Hely.    | Idő                 | Hely.               | Típus    | Idő      | Hely.    | Típus | Idő     | Hely. | Helyezés |
| ---------------------------- | ------------ | -------- | -------- | ------------------- | ------------------- | -------- | -------- | -------- | ----- | ------- | ----- | -------- |
| Emma Basher Olympia Aldersey | Kétpárevezős | 3:30.09  | 1.       |                     |                     | A/B      | 3:36.83  | 1.       | A     | 3:29.34 | 2.    |          |

## Gyeplabda

### Fiú
| Csapattagok | Csapattagok |
| --- | --- |
| - Daniel Beale - Robert Bell - Andrew Butturini - Ryan Edge - Jake Farrell (C) - Casey Hammond - Jeremy Hayward - Daniel Mathiesen | - Rory Middleton - Luke Noblett - Flynn Ogilvie - Jayshaan Randhawa - Byron Walton - Jordan Willott - Oscar Wookey - Dylan Wotherspoon |

#### Eredmények
Csoportkör
| Színmagyarázat                                                           |
| ------------------------------------------------------------------------ |
| A csoportkör első két helyezettje bejutott a döntőbe.                    |
| A csoportkör harmadik és negyedik helyezettjei a 3. helyért játszhattak. |
| A csoportkör ötödik és hatodik helyezettjei az 5. helyért játszhattak.   |

| Csapat     | M | Gy | D | V | G+ | G– | Gk  | P  |
| ---------- | - | -- | - | - | -- | -- | --- | -- |
| Ausztrália | 5 | 5  | 0 | 0 | 36 | 6  | +30 | 15 |
| Pakisztán  | 5 | 4  | 0 | 1 | 30 | 12 | +18 | 12 |
| Belgium    | 5 | 3  | 0 | 2 | 27 | 13 | +14 | 9  |
| Ghána      | 5 | 2  | 0 | 3 | 12 | 24 | −12 | 6  |
| Chile      | 5 | 1  | 0 | 4 | 6  | 38 | −32 | 3  |
| Szingapúr  | 5 | 0  | 0 | 5 | 5  | 23 | −18 | 0  |

| 2010. augusztus 17. 20:30 | Szingapúr (SIN) | 1 – 8   | Ausztrália                                                                                 | Játékvezetők: Fernando Gomez (ARG) David Sweetman (GBR) |
| 2010. augusztus 17. 20:30 | Salim 65'       | (0 – 5) | Wookey 8' 30' 32' · Beale 21' · Mathiesen 29' · Farrel 37' · Willott 41' · Wotherspoon 60' | Játékvezetők: Fernando Gomez (ARG) David Sweetman (GBR) |

| 2010. augusztus 18. 18:30 | Ausztrália (AUS)                                                                   | 8 – 0               | Ghána | Játékvezetők: Anwaar Chaudhry Hussain (PAK) Grant Hundley (USA) |
| 2010. augusztus 18. 18:30 | Beale 1' 48' · Willott 14' · Wookey 17' 25' · Noblett 20' · Hammond 39' · Edge 46' | (5 – 0) Jegyzőkönyv |       | Játékvezetők: Anwaar Chaudhry Hussain (PAK) Grant Hundley (USA) |

| 2010. augusztus 20. 16:00 | Ausztrália (AUS)                                                        | 6 – 3               | Belgium                         | Játékvezetők: Lim Hong Zhen (SIN) David Sweetman (GBR) |
| 2010. augusztus 20. 16:00 | Middleton 12' · Hayward 28' · Noblett 58' 67' · Willott 60' · Beale 63' | (2 – 2) Jegyzőkönyv | Hendrickx 16' 44' · van Dam 25' | Játékvezetők: Lim Hong Zhen (SIN) David Sweetman (GBR) |

| 2010. augusztus 21. 18:30 | Pakisztán (PAK)       | 2 – 5               | Ausztrália                                                 | Játékvezetők: Fernando Gomez (ARG) Lim Hong Zhen (SIN) |
| 2010. augusztus 21. 18:30 | Qadir 9' · Rizwan 52' | (1 – 2) Jegyzőkönyv | Middleton 20' 51' · Beale 29' · Mathiesen 42' · Wookey 46' | Játékvezetők: Fernando Gomez (ARG) Lim Hong Zhen (SIN) |

| 2010. augusztus 23. 16:00 | Ausztrália (AUS)                                                                 | 9 – 0   | Chile | Játékvezetők: Grant Hundley (USA) Muhammad Faisal Buin Hussin (SIN) |
| 2010. augusztus 23. 16:00 | Beale 6' · Wookey 9' 53' 65' · Ogilvie 10' 27' · Hammond 42' · Middleton 46' 49' | (4 – 0) |       | Játékvezetők: Grant Hundley (USA) Muhammad Faisal Buin Hussin (SIN) |

Döntő
| 2010. augusztus 25. 20:00 | Ausztrália (AUS)              | 2 – 1               | Pakisztán | Játékvezetők: Fernando Gomez (ARG) David Sweetman (GBR) |
| 2010. augusztus 25. 20:00 | Wotherspoon 49' · Noblett 67' | (0 – 1) Jegyzőkönyv | Umair 10' | Játékvezetők: Fernando Gomez (ARG) David Sweetman (GBR) |

| Csapat           | Helyezés |
| ---------------- | -------- |
| Ausztrália (AUS) |          |

## Íjászat
Fiú
| Versenyző     | Versenyszám | Selejtező | Selejtező | 32-es főtábla                       | Nyolcaddöntő               | Negyeddöntő                    | Elődöntő          | Bronzmérkőzés     | Döntő             | Helyezés |
| Versenyző     | Versenyszám | Pont      | Kiemelt   | Ellenfél Eredmény                   | Ellenfél Eredmény          | Ellenfél Eredmény              | Ellenfél Eredmény | Ellenfél Eredmény | Ellenfél Eredmény | Helyezés |
| ------------- | ----------- | --------- | --------- | ----------------------------------- | -------------------------- | ------------------------------ | ----------------- | ----------------- | ----------------- | -------- |
| Benjamin Nott | Egyéni      | 634       | 9.        | Benjamin Hindborg Ipsen (DEN) · 6-4 | Tsukushi Koiwa (JPN) · 6-4 | Rick van den Oever (NED) · 4-6 | Kiesett           | Kiesett           | Kiesett           | 5.       |

Lány
| Versenyző    | Versenyszám | Selejtező | Selejtező | 32-es főtábla              | Nyolcaddöntő                | Negyeddöntő       | Elődöntő          | Bronzmérkőzés     | Döntő             | Helyezés |
| Versenyző    | Versenyszám | Pont      | Kiemelt   | Ellenfél Eredmény          | Ellenfél Eredmény           | Ellenfél Eredmény | Ellenfél Eredmény | Ellenfél Eredmény | Ellenfél Eredmény | Helyezés |
| ------------ | ----------- | --------- | --------- | -------------------------- | --------------------------- | ----------------- | ----------------- | ----------------- | ----------------- | -------- |
| Alice Ingley | Egyéni      | 560       | 24.       | Gloria Filippi (ITA) · 6-4 | Alexandra Mirca (MDA) · 4-6 | Kiesett           | Kiesett           | Kiesett           | Kiesett           | 9.       |

Vegyes csapat
| Versenyző                                 | Versenyszám   | 32-es főtábla                                   | Nyolcaddöntő                                          | Negyeddöntő                                                             | Elődöntő          | Bronzmérkőzés     | Döntő             | Helyezés |
| Versenyző                                 | Versenyszám   | Ellenfél Eredmény                               | Ellenfél Eredmény                                     | Ellenfél Eredmény                                                       | Ellenfél Eredmény | Ellenfél Eredmény | Ellenfél Eredmény | Helyezés |
| ----------------------------------------- | ------------- | ----------------------------------------------- | ----------------------------------------------------- | ----------------------------------------------------------------------- | ----------------- | ----------------- | ----------------- | -------- |
| Alice Ingley (AUS) · Tsukushi Koiwa (JPN) | Vegyes csapat | Isabel Viehmeier (GER) · Timon Park (CAN) · 7-3 | Aya Kamel (EGY) · Rick van den Oever (NED) · 7-3      | Md. Emdadul Haque Milon (BAN) · Miriam Alarcon (ESP) · 5-6              | Kiesett           | Kiesett           | Kiesett           | 5.       |
| Benjamin Nott (AUS) · Brina Bozic (SLO)   | Vegyes csapat | Lidiia Sichenikova (UKR) · Ben Chu (USA) · 6-5  | Tze Rong Vanessa Loh (SIN) · Carlos Rivas (ESP) · 6-4 | Begunhan Elif Unsal (TUR) · Jaffar Abdud Dayyan Bin Mohamed (SIN) · 2-6 | Kiesett           | Kiesett           | Kiesett           | 7.       |

## Kajak-kenu
Fiú
| Versenyző   | Versenyszám               | Időfutam | Időfutam | 1. forduló                                    | 2. forduló (reményfutam) | 3. forduló                           | 4. forduló                             | 5. forduló        | Döntő             | Helyezés |
| Versenyző   | Versenyszám               | Idő      | Hely     | Ellenfél Eredmény                             | Ellenfél Eredmény        | Ellenfél Eredmény                    | Ellenfél Eredmény                      | Ellenfél Eredmény | Ellenfél Eredmény | Helyezés |
| ----------- | ------------------------- | -------- | -------- | --------------------------------------------- | ------------------------ | ------------------------------------ | -------------------------------------- | ----------------- | ----------------- | -------- |
| Scott Smith | Vadvízi, kajak egyes (K1) | 1:31.80  | 5.       | Dikongue Dipoko (CMR) · 1:30.55-1:46.61       |                          | Luke Stowman (RSA) · 1:31.65-1:46.22 | Miroslav Urban (SVK) · 1:35.57-1:28.02 | kiesett           | kiesett           | kiesett  |
| Scott Smith | Síkvízi, kajak egyes (K1) | 1:33.75  | 11.      | Brandon Wei Cheng Ooi (SIN) · 1:32.66-1:32.90 |                          | Inigo Garcia (ESP) · 1:34.31-1:32.70 | kiesett                                | kiesett           | kiesett           | kiesett  |

Lány
| Versenyző   | Versenyszám               | Időfutam | Időfutam | 1. forduló                            | 2. forduló (reményfutam) | 3. forduló                                   | 4. forduló                             | 5. forduló                         | Döntő                                     | Helyezés |
| Versenyző   | Versenyszám               | Idő      | Hely     | Ellenfél Eredmény                     | Ellenfél Eredmény        | Ellenfél Eredmény                            | Ellenfél Eredmény                      | Ellenfél Eredmény                  | Ellenfél Eredmény                         | Helyezés |
| ----------- | ------------------------- | -------- | -------- | ------------------------------------- | ------------------------ | -------------------------------------------- | -------------------------------------- | ---------------------------------- | ----------------------------------------- | -------- |
| Jessica Fox | Vadvízi, kajak egyes (K1) | 1:34.23  | 1.       |                                       |                          | Aliaksandra Hryshyna (BLR) · 1:37.10-2:01.26 | Hermien Peters (BEL) · 1:34.62-1:46.52 | Ajda Novak (SLO) · 1:37.30-1:45.06 | Pavlina Zasterova (CZE) · 1:33.64-1:40.79 |          |
| Jessica Fox | Síkvízi, kajak egyes (K1) | 1:46.15  | 8.       | Nan Feng Wang (SIN) · 1:46.54-1:50.14 |                          | Aliaksandra Hryshyna (BLR) · 1:46.60-1:45.27 | kiesett                                | kiesett                            | kiesett                                   | kiesett  |

## Kerékpározás
Hegyi kerékpározás
| Versenyző      | Versenyszám             | Idő    | Helyezés | Pont |
| -------------- | ----------------------- | ------ | -------- | ---- |
| Michael Baker  | Fiú hegyi kerékpározás  | -2 LAP | 27.      | 72   |
| Kirsten Dellar | Lány hegyi kerékpározás | -2 LAP | 28.      | 40   |

Időfutam
| Versenyző      | Versenyszám   | Idő     | Helyezés | Pont |
| -------------- | ------------- | ------- | -------- | ---- |
| Jay McCarthy   | Fiú időfutam  | 3:59.63 | 2.       | 4    |
| Kirsten Dellar | Lány időfutam | 3:39.09 | 15.      | 38   |

BMX
| Versenyző         | Versenyszám | Selejtező | Selejtező | Negyeddöntő | Negyeddöntő | Negyeddöntő | Negyeddöntő | Negyeddöntő | Negyeddöntő | Negyeddöntő | Elődöntő | Elődöntő | Elődöntő | Elődöntő | Elődöntő | Elődöntő | Elődöntő | Döntő   | Döntő   | Döntő  |
| Versenyző         | Versenyszám | Selejtező | Selejtező | 1. futam    | 1. futam    | 2. futam    | 2. futam    | 3. futam    | 3. futam    | Helyezés    | 1. futam | 1. futam | 2. futam | 2. futam | 3. futam | 3. futam | Helyezés | Döntő   | Döntő   | Döntő  |
| Versenyző         | Versenyszám | Idő       | Hely.     | Idő         | Hely.       | Idő         | Hely.       | Idő         | Hely.       | Helyezés    | Idő      | Hely.    | Idő      | Hely.    | Idő      | Hely.    | Helyezés | Idő     | Hely.   | Pontok |
| ----------------- | ----------- | --------- | --------- | ----------- | ----------- | ----------- | ----------- | ----------- | ----------- | ----------- | -------- | -------- | -------- | -------- | -------- | -------- | -------- | ------- | ------- | ------ |
| Matthew Dunsworth | Fiú BMX     | 31.656    | 4.        | 32.467      | 2.          | 32.703      | 2.          | 31.959      | 1.          | 2. Q        | 32.693   | 3.       | 52.495   | 6.       | 34.738   | 8.       | 5.       | kiesett | kiesett | 54     |
| Kirsten Dellar    | Lány BMX    | 36.757    | 2.        | 38.448      | 1.          | 38.138      | 1.          | 36.978      | 1.          | 1. Q        | 37.353   | 1.       | 37.765   | 2.       | 38.284   | 2.       | 2. Q     | 36.133  | 2.      | 5      |

Országúti verseny
| Versenyző         | Versenyszám                 | Idő     | Helyezés | Pont |
| ----------------- | --------------------------- | ------- | -------- | ---- |
| Jay McCarthy      | Fiú országúti mezőnyverseny | 1:05:44 | 19.      | 67*  |
| Michael Baker     | Fiú országúti mezőnyverseny | 1:05:44 | 43.      |      |
| Matthew Dunsworth | Fiú országúti mezőnyverseny | 1:16:48 | 61.      |      |

* Mindhárom versenyző -5 pontot kapott a befejezésnél
Összesített
| Versenyzők                                                                           | Hegyi kerékpározás | Hegyi kerékpározás | Időfutam | Időfutam | BMX      | BMX    | Mezőnyverseny | Pontszám | Helyezés |
| Versenyzők                                                                           | Fiú                | Lány               | Fiú      | Lány     | Fiú      | Lány   | Mezőnyverseny | Pontszám | Helyezés |
| ------------------------------------------------------------------------------------ | ------------------ | ------------------ | -------- | -------- | -------- | ------ | ------------- | -------- | -------- |
| Ausztrália (AUS) · Kirsten Dellar · Michael Baker · Jay McCarthy · Matthew Dunsworth | 72 (27.)           | 40 (28.)           | 4 (2.)   | 38 (15.) | 54 (10.) | 5 (2.) | 67 (17.)      | 280      | 11.      |

## Kézilabda
Lány
| Csapattagok | Versenyszám    | Csoportkör                                  | Csoportkör | 5. helyért           | 5. helyért           | Döntő | Helyezés |
| Csapattagok | Versenyszám    | A Csoport                                   | Helyezés   | 1. meccs             | 2. meccs             | Döntő | Helyezés |
| --- | -------------- | ------------------------------------------- | ---------- | -------------------- | -------------------- | ----- | -------- |
| Taylee Lewis Alice Keighley Annalese Smith Sally Cash Paulini Tawamacala Jasmin Huriwai Bella Faasau Maddison Truesdale Tegan Poulton Brianna Keyes Victoria Fletcher Claire Dennerley Holly Tupper Monica Najdovski | Lány kézilabda | Dánia (DEN) · 4-41 Kazahsztán (KAZ) · 16-45 | 3.         | Angola (ANG) · 12-37 | Angola (ANG) · 12-39 |       | 6.       |

## Kosárlabda
Lány
| Csapattagok                                                              | Versenyszám     | Csoportkör                                                                                   | Csoportkör | Helyosztók             | Helyosztók                     | Helyosztók         | Helyezés |
| Csapattagok                                                              | Versenyszám     | D Csoport                                                                                    | Helyezés   | 1.–8. helyért          | 1.–4. helyért                  | 1.-2. helyért      | Helyezés |
| ------------------------------------------------------------------------ | --------------- | -------------------------------------------------------------------------------------------- | ---------- | ---------------------- | ------------------------------ | ------------------ | -------- |
| Rosemary Fadljevic Mikhaela Donnelly Hannah Kaser Olivia Bontempelli (C) | Lány kosárlabda | Chile (CHI) · 18-9 Franciaország (FRA) · 21-15 Japán (JPN) · 10-17 Olaszország (ITA) · 29-15 | 1.         | Brazília (BRA) · 23-20 | Egyesült Államok (USA) · 25-23 | Kína (CHN) · 29-33 |          |

## Lovaglás
Díjugratás
| Versenyző | Ló                                                                      | Versenyszám               | 1. forduló  | 1. forduló | 1. forduló | 2. forduló | 2. forduló | 2. forduló | Össz. | Döntő      | Döntő                         | Helyezés |
| Versenyző | Ló                                                                      | Versenyszám               | Bünt.       | Bünt.      | Hely.      | Bünt.      | Bünt.      | Hely.      | Össz. | Bünt.      | Idő                           | Helyezés |
| Versenyző | Ló                                                                      | Versenyszám               | Ugrás       | Idő        | Hely.      | Ugrás      | Idő        | Hely.      | Össz. | Bünt.      | Idő                           | Helyezés |
| --- | ----------------------------------------------------------------------- | ------------------------- | ----------- | ---------- | ---------- | ---------- | ---------- | ---------- | ----- | ---------- | ----------------------------- | -------- |
| Thomas McDermott | Hugo                                                                    | Díjugratás, egyéni        | 0           | 0          | 1.         | 4          | 0          | 8.         | 4     | 8          | 52.18                         | 8.       |
| Ausztrálázsia · Jasmine Zin Man Lai (HKG) · Jake Lambert (NZL) · Xu Zhengyang (CHN) · Sultan Al Tooqi (OMA) · Thomas McDermott (AUS) | Butterfly Kisses Le Lucky Foxdale Villarni Joondooree Farms Damiro Hugo | Díjugratás, vegyes csapat | 12 0 16 4 0 | 0 0        | 1.         | 4 0 20 4 0 | 0 0        | 2.         | 8     | 0 12 0 4 8 | 50.57 46.13 51.46 52.23 46.10 |          |

## Műugrás
Lány
| Versenyző   | Versenyszám | Selejtező | Selejtező | Döntő  | Döntő    |
| Versenyző   | Versenyszám | Pont      | Helyezés  | Pont   | Helyezés |
| ----------- | ----------- | --------- | --------- | ------ | -------- |
| Hannah Thek | 3 m         | 385.70    | 6. Q      | 428.00 | 5.       |
| Hannah Thek | 10 m        | 390.80    | 4. Q      | 375.75 | 7.       |

## Ökölvívás
Fiú
| Versenyző     | Versenyszám | Selejtező            | Elődöntő                      | Döntő                             | Helyezés |
| Versenyző     | Versenyszám | Ellenfél Eredmény    | Ellenfél Eredmény             | Ellenfél Eredmény                 | Helyezés |
| ------------- | ----------- | -------------------- | ----------------------------- | --------------------------------- | -------- |
| Brett Mather  | 60 kg       |                      | Daniel Echeverria (MEX) · 8-7 | Evaldas Petrauskas (LTU) · 4-13   |          |
| Damien Hooper | 75 kg       | Joe Ward (IRL) · 4-2 | Harcsa Zoltán (HUN) · 4-0     | Juan Carlos Carrillo (COL) · 12-4 |          |

## Öttusa
Fiú
| Versenyző    | Versenyszám | Vívás    | Vívás | Vívás | Úszás   | Úszás | Úszás | Lövészet és futás | Lövészet és futás | Lövészet és futás | Összesen    | Összesen |
| Versenyző    | Versenyszám | Eredmény | Pont  | Hely. | Idő     | Pont  | Hely. | Idő               | Pont              | Hely.             | Összes pont | Helyezés |
| ------------ | ----------- | -------- | ----- | ----- | ------- | ----- | ----- | ----------------- | ----------------- | ----------------- | ----------- | -------- |
| Todd Renfree | Fiú         | 5-18     | 560   | 24.   | 2:21.65 | 1104  | 24.   | 12:24.70          | 2024              | 21.               | 3688        | 24.      |

Vegyes
| Versenyző                                   | Versenyszám | Vívás    | Vívás | Vívás | Úszás   | Úszás | Úszás | Lövészet és futás | Lövészet és futás | Lövészet és futás | Összesen    | Összesen |
| Versenyző                                   | Versenyszám | Eredmény | Pont  | Hely. | Idő     | Pont  | Hely. | Idő               | Pont              | Hely.             | Összes pont | Helyezés |
| ------------------------------------------- | ----------- | -------- | ----- | ----- | ------- | ----- | ----- | ----------------- | ----------------- | ----------------- | ----------- | -------- |
| Anna Maliszewska (POL) · Todd Renfree (AUS) | Vegyes      | 50-42    | 860   | 6.    | 2:11.65 | 1224  | 22.   | 15:50.67          | 2280              | 11.               | 4364        | 11.      |

## Sportlövészet
Fiú
| Versenyző    | Versenyszám         | Selejtező | Selejtező | Döntő   | Döntő    | Döntő    |
| Versenyző    | Versenyszám         | Pont      | Helyezés  | Pont    | Összesen | Helyezés |
| ------------ | ------------------- | --------- | --------- | ------- | -------- | -------- |
| Janek Janski | 10 m-es légpisztoly | 554       | 17.       | kiesett | kiesett  | kiesett  |
| John Coombes | 10 m-es légpuska    | 586       | 11.       | kiesett | kiesett  | kiesett  |

Lány
| Versenyző      | Versenyszám         | Selejtező | Selejtező | Döntő   | Döntő    | Döntő    |
| Versenyző      | Versenyszám         | Pont      | Helyezés  | Pont    | Összesen | Helyezés |
| -------------- | ------------------- | --------- | --------- | ------- | -------- | -------- |
| Emily Esposito | 10 m-es légpisztoly | 367       | 15.       | kiesett | kiesett  | kiesett  |

## Súlyemelés
Fiú
| Versenyző    | Versenyszám | Szakítás | Lökés | Összesen | Helyezés |
| ------------ | ----------- | -------- | ----- | -------- | -------- |
| Liam Larkins | 77 kg       | 92       | 120   | 212      | 8.       |

Lány
| Versenyző     | Versenyszám | Szakítás | Lökés | Összesen | Helyezés |
| ------------- | ----------- | -------- | ----- | -------- | -------- |
| Michelle Kahi | 63 kg       | 74       | 92    | 166      | 6.       |

## Tollaslabda
Fiú
| Versenyző | Versenyszám | Csoportkör                           | Csoportkör                              | Csoportkör                         | Csoportkör | Egyenes kieséses szakasz | Egyenes kieséses szakasz | Egyenes kieséses szakasz | Helyezés |
| Versenyző | Versenyszám | 1. meccs                             | 2. meccs                                | 3. meccs                           | Hely.      | Negyeddöntő              | Elődöntő                 | Döntő                    | Helyezés |
| Versenyző | Versenyszám | Ellenfél Eredmény                    | Ellenfél Eredmény                       | Ellenfél Eredmény                  | Hely.      | Ellenfél Eredmény        | Ellenfél Eredmény        | Ellenfél Eredmény        | Helyezés |
| --------- | ----------- | ------------------------------------ | --------------------------------------- | ---------------------------------- | ---------- | ------------------------ | ------------------------ | ------------------------ | -------- |
| Boris Ma  | Fiú, egyes  | Kasper Lehikoinen (FIN) · 4-21, 5-21 | Dilshan Kariyawasam (SRI) · 14-21, 5-21 | Feng-Tse Hsieh (TPE) · 5-21, 12-21 | 4.         | kiesett                  | kiesett                  | kiesett                  | kiesett  |

Lány
| Versenyző   | Versenyszám | Csoportkör                        | Csoportkör                             | Csoportkör                        | Csoportkör | Egyenes kieséses szakasz | Egyenes kieséses szakasz | Egyenes kieséses szakasz | Helyezés |
| Versenyző   | Versenyszám | 1. meccs                          | 2. meccs                               | 3. meccs                          | Hely.      | Negyeddöntő              | Elődöntő                 | Döntő                    | Helyezés |
| Versenyző   | Versenyszám | Ellenfél Eredmény                 | Ellenfél Eredmény                      | Ellenfél Eredmény                 | Hely.      | Ellenfél Eredmény        | Ellenfél Eredmény        | Ellenfél Eredmény        | Helyezés |
| ----------- | ----------- | --------------------------------- | -------------------------------------- | --------------------------------- | ---------- | ------------------------ | ------------------------ | ------------------------ | -------- |
| Tara Pilven | Lány, egyes | Carolina Marín (ESP) · 8-21, 9-21 | Dragana Volkanovska (MKD) · 21-7, 21-3 | Airi Mikkela (FIN) · 18-21, 16-21 | 3.         | kiesett                  | kiesett                  | kiesett                  | kiesett  |

## Torna

### Szertorna
Fiú
Összetett egyéni és szerenkénti versenyszámok
| Sportoló           | Versenyszám | Szer   | Szer     | Szer   | Szer   | Szer   | Szer   | Selejtező | Selejtező | Döntő    | Döntő    |
| Sportoló           | Versenyszám | Talaj  | Lólengés | Gyűrű  | Ugrás  | Korlát | Nyújtó | Összesen  | Helyezés  | Összesen | Helyezés |
| ------------------ | ----------- | ------ | -------- | ------ | ------ | ------ | ------ | --------- | --------- | -------- | -------- |
| Brody-Jai Hennessy | Összetett   | 12.400 | 11.700   | 13.750 | 14.950 | 13.250 | 13.800 | 79.850    | 27.       | kiesett  | kiesett  |
| Brody-Jai Hennessy | Talaj       | 12.400 |          |        |        |        |        | 12.400    | 37.       | kiesett  | kiesett  |
| Brody-Jai Hennessy | Lólengés    |        | 11.700   |        |        |        |        | 11.700    | 33.       | kiesett  | kiesett  |
| Brody-Jai Hennessy | Gyűrű       |        |          | 13.750 |        |        |        | 13.750    | 14.       | kiesett  | kiesett  |
| Brody-Jai Hennessy | Ugrás       |        |          |        | 14.950 |        |        | 14.950    | 23.       | kiesett  | kiesett  |
| Brody-Jai Hennessy | Korlát      |        |          |        |        | 13.250 |        | 13.250    | 19.       | kiesett  | kiesett  |
| Brody-Jai Hennessy | Nyújtó      |        |          |        |        |        | 13.800 | 13.800    | 8. Q      | 11.700   | 8.       |

Lány
Összetett egyéni és szerenkénti versenyszámok
| Versenyző     | Versenyszám    | Szer   | Szer           | Szer    | Szer   | Selejtező | Selejtező | Döntő    | Döntő    |
| Versenyző     | Versenyszám    | Ugrás  | Felemás korlát | Gerenda | Talaj  | Összesen  | Helyezés  | Összesen | Helyezés |
| ------------- | -------------- | ------ | -------------- | ------- | ------ | --------- | --------- | -------- | -------- |
| Angela Donald | Összetett      | 13.200 | 13.100         | 13.800  | 13.200 | 53.300    | 7.        |          |          |
| Angela Donald | Ugrás          | 13.300 |                |         |        | 13.300    | 19.       | kiesett  | kiesett  |
| Angela Donald | Felemás korlát |        | 13.250         |         |        | 13.250    | 8. Q      | 12.975   | 4.       |
| Angela Donald | Gerenda        |        |                | 14.400  |        | 14.400    | 4. Q      | 14.450   |          |
| Angela Donald | Talaj          |        |                |         | 13.100 | 13.100    | 10.       | kiesett  | kiesett  |

### Ritmikus gimnasztika
Egyéni
| Versenyző         | Selejtező | Selejtező | Selejtező | Selejtező | Selejtező | Selejtező | Döntő   | Döntő   | Döntő    | Döntő   | Döntő    | Döntő    |
| Versenyző         | Kötél     | Karika    | Labda     | Buzogány  | Összesen  | Hely.     | Kötél   | Karika  | Buzogány | Szalag  | Összesen | Helyezés |
| ----------------- | --------- | --------- | --------- | --------- | --------- | --------- | ------- | ------- | -------- | ------- | -------- | -------- |
| Taylor Tirohardjo | 20.500    | 20.400    | 20.475    | 20.275    | 81.650    | 16.       | kiesett | kiesett | kiesett  | kiesett | kiesett  | kiesett  |

Csapat
| Versenyző                                                    | Selejtező | Selejtező | Selejtező | Selejtező | Döntő   | Döntő    | Döntő    | Döntő    |
| Versenyző                                                    | Karikák   | Szalagok  | Összesen  | Hely.     | Karikák | Szalagok | Összesen | Helyezés |
| ------------------------------------------------------------ | --------- | --------- | --------- | --------- | ------- | -------- | -------- | -------- |
| Soriah Maclean Fotini Panselinos Morgan Turner Summer Walker | 18.650    | 18.500    | 27.150    | 6.        | kiesett | kiesett  | kiesett  | kiesett  |

### Trambulin
Fiú
| Versenyző      | Versenyszám | Selejtező | Selejtező | Döntő    | Döntő    |
| Versenyző      | Versenyszám | Pontszám  | Helyezés  | Pontszám | Helyezés |
| -------------- | ----------- | --------- | --------- | -------- | -------- |
| Patrick Cooper | Fiú, egyéni | 38.800    | 10.       | kiesett  | kiesett  |

Lány
| Versenyző         | Versenyszám  | Selejtező | Selejtező | Döntő    | Döntő    |
| Versenyző         | Versenyszám  | Pontszám  | Helyezés  | Pontszám | Helyezés |
| ----------------- | ------------ | --------- | --------- | -------- | -------- |
| Madeleine Johnson | Lány, egyéni | 58.400    | 7. Q      | 33.400   | 6.       |

## Triatlon
Fiú
| Versenyző      | Versenyszám | Úszás | Depózás | Kerékpározás | Depózás | Futás | Összesítés | Helyezés |
| -------------- | ----------- | ----- | ------- | ------------ | ------- | ----- | ---------- | -------- |
| Michael Gosman | Egyéni      | 9:19  | 0:31    | 29:24        | 0:27    | 17:21 | 57:02.83   | 12.      |

Lány
| Versenyző       | Versenyszám | Úszás | Depózás | Kerékpározás | Depózás | Futás | Összesítés | Helyezés |
| --------------- | ----------- | ----- | ------- | ------------ | ------- | ----- | ---------- | -------- |
| Ellie Salthouse | Egyéni      | 10:07 | 0:35    | 31:34        | 0:26    | 18:22 | 1:01:04.39 |          |

Vegyes
| Versenyző                                                                                            | Versenyszám  | Versenyzők ideje | Versenyzők ideje | Versenyzők ideje | Versenyzők ideje | Összesítés | Összesítés |
| Versenyző                                                                                            | Versenyszám  | Idő 1            | Idő 2            | Idő 3            | Idő 4            | Össz. idő  | Helyezés   |
| --- | ------------ | ---------------- | ---------------- | ---------------- | ---------------- | ---------- | ---------- |
| Óceánia 1 · Ellie Salthouse (AUS) · Michael Gosman (AUS) · Maddie Dillon (NZL) · Aaron Barclay (NZL) | Vegyes váltó | 20:36            | 19:07            | 21:11            | 19:01            | 1:19:55.23 |            |

## Úszás
Fiú
| Versenyző                                              | Versenyszám                   | Előfutam | Előfutam | Elődöntő    | Elődöntő    | Döntő       | Döntő       |         |         |
| Versenyző                                              | Versenyszám                   | Idő      | Hely.    | Idő         | Hely.       | Idő         | Helyezés    |         |         |
| ------------------------------------------------------ | ----------------------------- | -------- | -------- | ----------- | ----------- | ----------- | ----------- | ------- | ------- |
| Justin James                                           | 100 m-es gyorsúszás           | 51.62    | 10. Q    | 51.44       | 8. Q        | 51.21       | 8.          |         |         |
| Justin James                                           | 200 m-es gyorsúszás           | 1:52.51  | 12.      |             |             | kiesett     | kiesett     |         |         |
| Justin James                                           | 400 m-es gyorsúszás           | 4:03.46  | 14.      |             |             | kiesett     | kiesett     |         |         |
| Justin James                                           | 100 m-es pillangóúszás        | 55.70    | 17.      | kiesett     | kiesett     | kiesett     | kiesett     |         |         |
| Kenneth To                                             | 50 m-es gyorsúszás            | 22.94    | 2. Q     | 22.70       | 2. Q        | 22.82       |             |         |         |
| Kenneth To                                             | 100 m-es gyorsúszás           | 50.67    | 1. Q     | 49.96       | 1. Q        | 22.82       |             |         |         |
| Kenneth To                                             | 100 m-es mellúszás            | 1:03.49  | 5.       | Visszavonta | Visszavonta | Visszavonta | Visszavonta |         |         |
| Kenneth To                                             | 100 m-es pillangóúszás        | 54.16    | 1. Q     | 54.36       | 10.         | kiesett     | kiesett     | kiesett | kiesett |
| Kenneth To                                             | 200 m-es vegyes úszás         | 2:02.42  | 1. Q     |             |             | 2:02.51     |             |         |         |
| Max Ackermann                                          | 50 m-es hátúszás              |          |          | 26.63       | 6. Q        | 26.46       |             |         |         |
| Max Ackermann                                          | 100 m-es hátúszás             | 57.64    | 9. Q     | 57.63       | 11.         | kiesett     | kiesett     |         |         |
| Max Ackermann                                          | 200 m-es hátúszás             | 2:09.18  | 15.      |             |             | kiesett     | kiesett     |         |         |
| Nicholas Schafer                                       | 50 m-es mellúszás             | 28.82    | 2. Q     | 28.83       | 1. Q        | 28.59       |             |         |         |
| Nicholas Schafer                                       | 100 m-es mellúszás            | 1:02.09  | 1. Q     | 1:01.51     | 1. Q        | 1:01.38     |             |         |         |
| Nicholas Schafer                                       | 200 m-es mellúszás            | 2:14.64  | 1. Q     |             |             | 2:13.72     |             |         |         |
| Justin James Kenneth To Nicholas Schafer Max Ackermann | 4×100 m-es gyorsúszás váltó   | 3:25.91  | 1. Q     |             |             | 3:25.51     | 4.          |         |         |
| Justin James Kenneth To Nicholas Schafer Max Ackermann | 4×100 m-es vegyes úszás váltó | 3:45.05  | 1. Q     |             |             | 3:42.50     |             |         |         |

Lány
| Versenyző                                          | Versenyszám                   | Előfutam | Előfutam | Elődöntő | Elődöntő | Döntő   | Döntő    |
| Versenyző                                          | Versenyszám                   | Idő      | Hely.    | Idő      | Hely.    | Idő     | Helyezés |
| -------------------------------------------------- | ----------------------------- | -------- | -------- | -------- | -------- | ------- | -------- |
| Emily Selig                                        | 100 m-es mellúszás            | 1:10.57  | 2. Q     | 1:09.84  | 2. Q     | 1:09.06 |          |
| Emily Selig                                        | 200 m-es mellúszás            | 2:30.56  | 1. Q     |          |          | 2:27.78 |          |
| Emily Selig                                        | 200 m-es vegyes úszás         | 2:22.15  | 11.      |          |          | kiesett | kiesett  |
| Emma McKeon                                        | 50 m-es gyorsúszás            | 25.85    | 2. Q     | 25.60    | 2. Q     | 25.61   |          |
| Emma McKeon                                        | 100 m-es gyorsúszás           | 56.04    | 1. Q     | 55.64    | 1. Q     | 55.37   |          |
| Emma McKeon                                        | 200 m-es gyorsúszás           | 2:03.78  | 6. Q     |          |          | 2:01.18 |          |
| Emma McKeon                                        | 400 m-es gyorsúszás           | DNS      | DNS      |          |          | kiesett | kiesett  |
| Madison Wilson                                     | 100 m-es hátúszás             | 1:05.54  | 19.      | kiesett  | kiesett  | kiesett | kiesett  |
| Madison Wilson                                     | 200 m-es hátúszás             | 2:26.76  | 30.      |          |          | kiesett | kiesett  |
| Zoe Johnson                                        | 50 m-es pillangóúszás         | 28.40    | 11. Q    | 28.43    | 12.      | kiesett | kiesett  |
| Zoe Johnson                                        | 100 m-es pillangóúszás        | 1:02.31  | 16. Q    | 1:02.24  | 14.      | kiesett | kiesett  |
| Zoe Johnson                                        | 200 m-es pillangóúszás        | 2:21.54  | 20.      |          |          | kiesett | kiesett  |
| Madison Wilson Zoe Johnson Emily Selig Emma McKeon | 4×100 m-es gyorsúszás váltó   | 3:54.64  | 4. Q     |          |          | 3:51.81 | 4.       |
| Madison Wilson Zoe Johnson Emily Selig Emma McKeon | 4×100 m-es vegyes úszás váltó | 4:13.12  | 1. Q     |          |          | 4:09.68 |          |

Vegyes
| Versenyző | Versenyszám               | Előfutam | Előfutam | Elődöntő | Elődöntő | Döntő   | Döntő    |
| Versenyző | Versenyszám               | Idő      | Hely.    | Idő      | Hely.    | Idő     | Helyezés |
| --- | ------------------------- | -------- | -------- | -------- | -------- | ------- | -------- |
| Kenneth To Emma McKeon Madison Wilson Justin James                                                            | 4×100 m gyorsúszás váltó  | 3:34.67  | 1. Q     |          |          | 3:31.69 |          |
| Nicholas Schafer* Zoe Johnson* Madison Wilson* Justin James* Max Ackermann Emily Selig Kenneth To Emma McKeon | 4×100m vegyes úszás váltó | 3:59.14  | 2. Q     |          |          | 3:55.63 |          |

A *-gal jelölt úszók csak az előfutamban vettek részt.'

## Vitorlázás
Fiú
| Versenyző     | Versenyszám                    | Futam | Futam | Futam | Futam | Futam | Futam | Futam | Futam | Futam | Futam | Futam | Futam | Pontszám | Helyezés |
| Versenyző     | Versenyszám                    | 1     | 2     | 3     | 4     | 5     | 6     | 7     | 8     | 9     | 10    | 11    | M*    | Pontszám | Helyezés |
| ------------- | ------------------------------ | ----- | ----- | ----- | ----- | ----- | ----- | ----- | ----- | ----- | ----- | ----- | ----- | -------- | -------- |
| Mark Spearman | Egyszemélyes dinghy (Byte CII) | 4     | 16    | 18    | 14    | 8     | 13    | 6     | 10    | 26    | 17    | 12    | 15    | 115      | 13.      |

Lány
| Versenyző       | Versenyszám                    | Futam | Futam | Futam | Futam | Futam | Futam | Futam | Futam | Futam | Futam | Futam | Futam | Pontszám | Helyezés |
| Versenyző       | Versenyszám                    | 1     | 2     | 3     | 4     | 5     | 6     | 7     | 8     | 9     | 10    | 11    | M*    | Pontszám | Helyezés |
| --------------- | ------------------------------ | ----- | ----- | ----- | ----- | ----- | ----- | ----- | ----- | ----- | ----- | ----- | ----- | -------- | -------- |
| Madison Kennedy | Egyszemélyes dinghy (Byte CII) | 19    | 14    | 5     | 10    | 13    | 18    | 15    | 19    | 22    | 20    | 24    | 14    | 147      | 19.      |

## Fordítás
Ez a szócikk részben vagy egészben  az   Australia at the 2010 Summer Youth Olympics című angol Wikipédia-szócikk fordításán alapul.  Az eredeti cikk szerkesztőit annak laptörténete sorolja fel. Ez a jelzés csupán a megfogalmazás eredetét és a szerzői jogokat jelzi, nem szolgál a cikkben szereplő információk forrásmegjelöléseként.